# Merle Fräbel
Merle Fräbel (Suhl, 11 giugno 2003) è una slittinista tedesca.

## Biografia

### Carriera sportiva

#### Stagioni 2018-2022

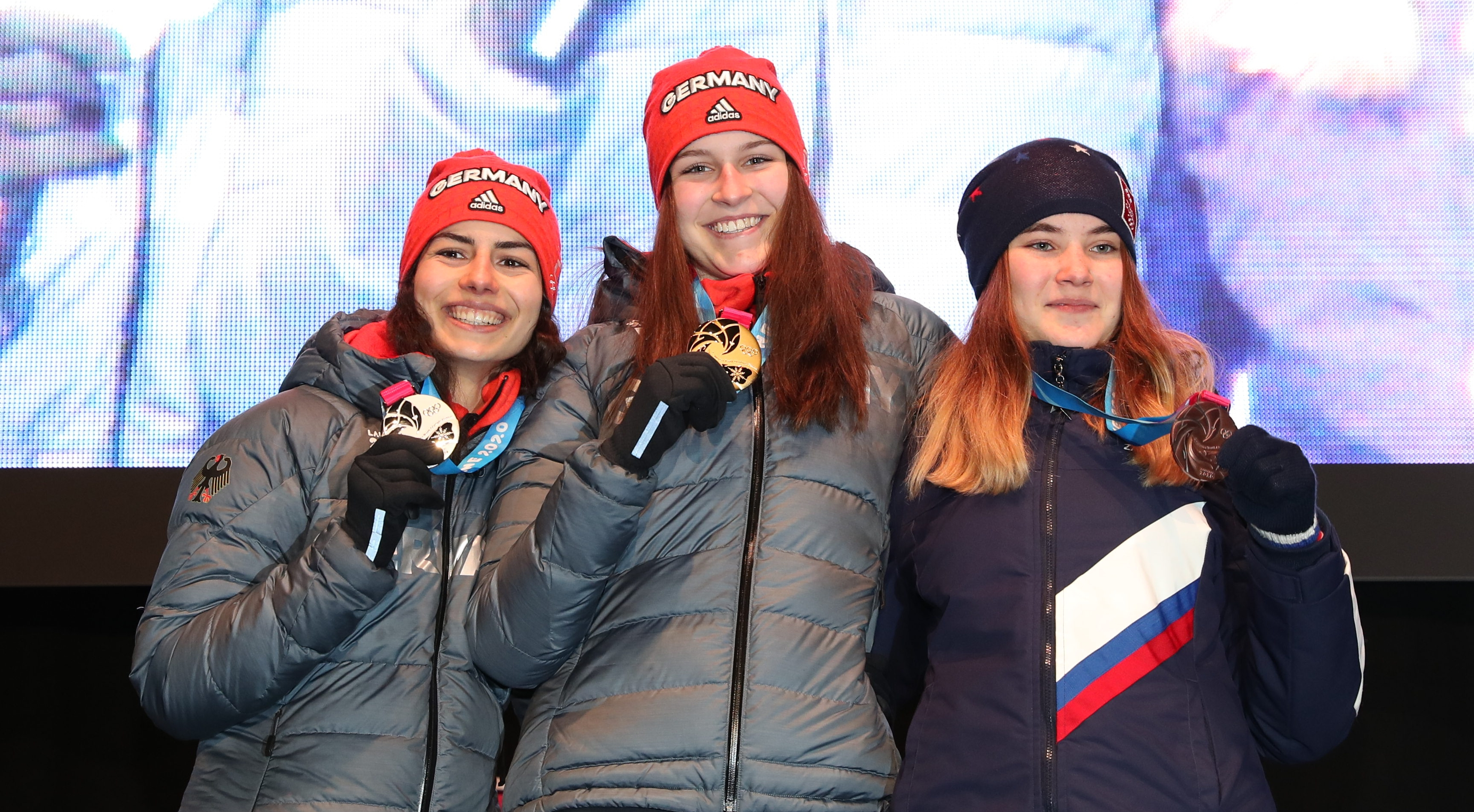
Fräbel (al centro) insieme a Degenhardt e Loginova sul podio del singolo alle Olimpiadi giovanili di.

Specialista del singolo, iniziò a gareggiare per la nazionale tedesca nella categoria giovani nel 2017, prendendo parte alla Coppa del Mondo 2017/18 di categoria che concluse in terza posizione; l'annata successiva, pur essendo ancora nei limiti previsti per poter gareggiare i quella stessa categoria fu aggregata alla squadra juniores, e partecipò alla Coppa del Mondo arrivando quinta, ai campionati europei di Sankt Moritz 2019 terminati in sesta piazza ed a quelli mondiali di Innsbruck 2019 in cui giunse ottava.
La stagione 2019/20 divise equamente la sua attività tra le due categorie: a livello giovani prese parte alle prime tre tappe di Coppa chiudendo nuovamente al terzo posto in classifica generale ed ai Giochi olimpici giovanili di Losanna 2020 vinse la medaglia d'oro nel singolo e quella d'argento nella gara a squadre; nella categoria junior partecipò alle ultime tre gare del circuito mondiale terminando al sesto posto della graduatoria, agli europei di Winterberg 2020 si piazzò settima ed ai mondiali di Oberhof 2020 fu quarta.
La Federazione internazionale, a causa della pandemia di COVID-19, decise di annullare l'intera stagione 2020/21 per quanto concerne le gare delle classi giovani e juniores, conseguentemente la Fräbel non prese parte ad alcuna competizione; l'annata seguente trionfò nella Coppa del Mondo junior, mentre nella rassegna europea di Bludenz 2022 chiuse settima ed in quella iridata di Winterberg 2022 colse la medaglia di bronzo.

#### Stagioni 2023-2025

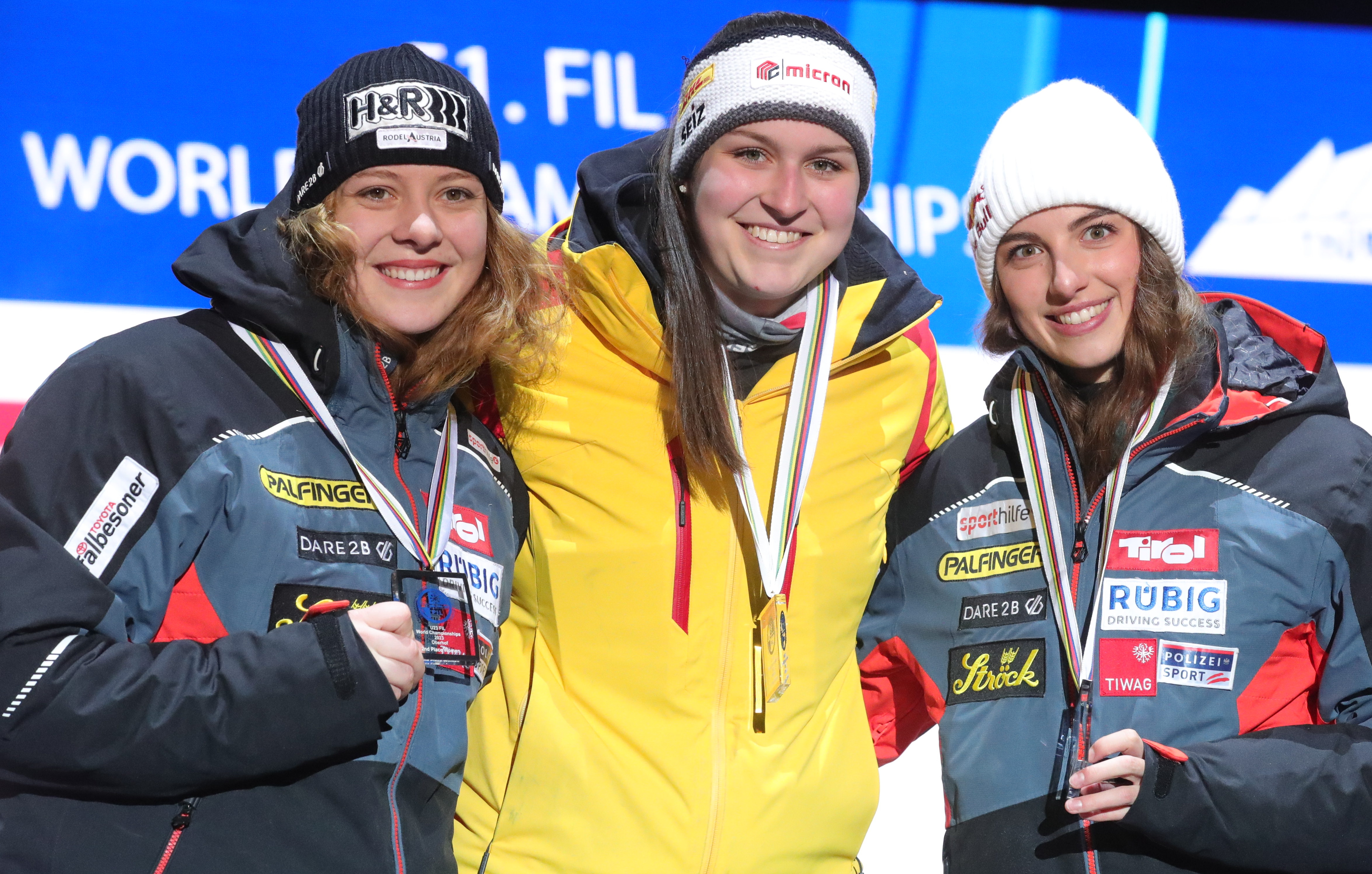
Fräbel (al centro) con Schulte e Prock sul podio della prova under 23 del singolo ai mondiali di Oberhof 2023.

Con la pausa per maternità presa da Natalie Geisenberger si liberò un posto nel team tedesco per la stagione 2022/23 che venne conquistato dalla Fräbel e, nonostante fosse ancora una junior, venne dunque inserita nella squadra maggiore: fece il suo debutto nel circuito di Coppa del Mondo assoluto nella tappa di esordio della Coppa 2022/23 il 3 dicembre 2022 ad Innsbruck giungendo sesta nel singolo, e la settimana successiva, sempre nel singolo, ottenne il suo primo podio terminando in terza posizione nella gara di Whistler e concluse la stagione al sesto posto della graduatoria generale; partecipò inoltre ai campionati europei di Sigulda 2023, dove giunse al quarto posto ed ottenne la medaglia d'argento nella speciale classifica riservata alle under 23, ed a quelli mondiali di Oberhof 2023 in cui colse la quinta piazza nella prova classica -che le valse la vittoria tra le atlete under 23- e la quarta in quella sprint.
L'annata seguente colse le sue prime vittorie in Coppa del Mondo sulla pista casalinga di Oberhof: il 10 febbraio 2024 trionfò nel singolo ed il giorno successivo nella prova a squadre e, con altri due podi raggiunti nella disciplina individuale, chiuse la classifica in settima posizione; prese altresì parte alla rassegna continentale di Innsbruck 2024 in cui si piazzò undicesima, e che le valse nuovamente la medaglia d'argento tra le under 23, ed a quella iridata di Altenberg 2024, dove fu quinta nel singolo, bissando il titolo under 23, e settima nel singolo sprint. Nel 2024/25, grazie anche ai quattro podi ottenuti, giunse quarta nella graduatoria di Coppa del Mondo, ottenne la quarta posizione agli europei di Winterberg 2025, trionfando tra le atlete under-23, e nei mondiali di Whistler 2025 conquistò la medaglia d'argento nel singolo, che le valse anche il suo terzo titolo consecutivo tra le under-23, mentre venne squalificata nella gara della neonata specialità della staffetta mista singolo, insieme al connazionale David Nößler.

## Palmarès

### Mondiali
- 1 medaglia:
  - 1 argento (singolo a Whistler 2025).

### Mondiali under 23
- 3 medaglie:
  - 3 ori (singolo ad Oberhof 2023; singolo ad Altenberg 2024; singolo a Whistler 2025).

### Europei under 23
- 3 medaglie:
  - 1 oro (singolo a Winterberg 2025);
  - 2 argenti (singolo a Sigulda 2023; singolo ad Innsbruck 2024).

### Mondiali juniores
- 1 medaglia:
  - 1 bronzo (singolo a Winterberg 2022).

### Olimpiadi giovanili
- 2 medaglie:
  - 1 oro (singolo a Losanna 2020);
  - 1 argento (gara a squadre a Losanna 2020).

### Coppa del Mondo
- Miglior piazzamento in classifica generale di Coppa del Mondo nel singolo: 4ª nel 2024/25.
- 15 podi (8 nel singolo, 1 nel singolo sprint, 3 nelle staffette miste singolo, 3 nelle gare a squadre):
  - 4 vittorie (1 nel singolo, 1 nelle staffette miste singolo, 2 nelle gare a squadre);
  - 4 secondi posti (2 nel singolo, 1 nelle staffette miste singolo, 1 nelle gare a squadre);
  - 7 terzi posti (5 nel singolo, 1 nel singolo sprint, 1 nelle staffette miste singolo).

#### Coppa del Mondo - vittorie
| Data             | Luogo   | Paese    | Disciplina                                                                                                |
| ---------------- | ------- | -------- | --- |
| 10 febbraio 2024 | Oberhof | Germania | Singolo                                                                                                   |
| 11 febbraio 2024 | Oberhof | Germania | Gara a squadre con Hannes Orlamünder, Paul Gubitz, Max Langenhan, Jessica Degenhardt e Cheyenne Rosenthal |
| 5 gennaio 2025   | Sigulda | Lettonia | Gara a squadre con Tobias Wendl, Tobias Arlt, Max Langenhan, Jessica Degenhardt e Cheyenne Rosenthal      |
| 26 gennaio 2025  | Oberhof | Germania | Staffetta mista singolo con Felix Loch                                                                    |

### Coppa del Mondo juniores
- Vincitrice della Coppa del Mondo juniores nel singolo nel 2021/22.

### Coppa del Mondo giovani
- Miglior piazzamento in classifica di Coppa del Mondo giovani nel singolo: 3ª nel 2017/18 e nel 2019/20.

### Campionati tedeschi
- 2 medaglie:
  - 2 argenti (singolo, gara a squadre a Winterberg 2025).